# Saltdals kommun
Saltdals kommun (norska: Saltdal kommune) är en norsk kommun i regionen och landskapet Salten i Nordland fylke i norra Norge. Kommunens centralort är tätorten Rognan.

## Administrativ historik
Saltdals kommun bildades på 1830-talet, samtidigt med flertalet andra norska kommuner.
Ett område med 10 invånare överfördes från Skjerstads kommun 1949.

## Tätorter
I Saltdals kommun finns två tätorter:
- Rognan (centralort)
- Røkland

## Socknar
Inom Norska kyrkan är Saltdals kommun indelad i två socknar:
- Saltdals socken
- Øvre Saltdals socken

Socknarna ingår i Saltens prosteri i Sør-Hålogalands stift.